# Rogger Zambrano
Pour les articles homonymes, voir Zambrano.
Rogger Zambrano Alcivar, né le 9 septembre 1956, est un ancien arbitre équatorien de football des années 1990 et début des années 2000.

## Carrière
Il a officié dans des compétitions majeures : 
- Coupe du monde de football des moins de 17 ans 1995 (2 matchs)
- Copa CONMEBOL 1999 (finale)
- Copa América 2001 (2 matchs)
- Gold Cup 2002 (2 matchs)